# Lucerne Peak
Lucerne Peak är en bergstopp i Kanada.   Den ligger i provinsen Alberta, i den centrala delen av landet, 3 200 km väster om huvudstaden Ottawa. Toppen på Lucerne Peak är 2 412 meter över havet, eller 143 meter över den omgivande terrängen. Bredden vid basen är 0,83 km.
Terrängen runt Lucerne Peak är bergig åt sydväst, men åt nordost är den kuperad.Trakten runt Lucerne Peak är nära nog obefolkad, med mindre än två invånare per kvadratkilometer.. 
I omgivningarna runt Lucerne Peak växer i huvudsak barrskog.